# 第一学習社
株式会社第一学習社（だいいちがくしゅうしゃ）は、日本にある教科書を扱う出版社。本社は広島市にある。

## 沿革[1]
- 1948年 - 広島市荒神町にて「中国人事通信社」として創業，広島県職員録の出版を始める。
- 1951年 - 「西日本加除式法規出版社」に商号変更し，加除式法規集の出版を始める。
- 1957年 - 高校用理科副教材「高校理科表」の出版を始める。
- 1958年 - 社名を「第一学習社」に改称する。
- 1960年 - 「株式会社第一学習社」を設立し，本格的に高校理科副教材の出版販売を始める。
- 1963年 - 東京営業所開設。
- 1965年 - 高校用教科書「理科」の発行，供給を始める。
- 1965年 - 札幌営業所を開設
- 1966年 - 大阪，名古屋，福岡，仙台に営業所を開設。
- 1968年 - 高校用副教材「国語」「社会」「英語」「数学」の出版を始める。
- 1970年 - NECホストコンピュータを導入し，通信教育の成績管理システムを稼動させる。
- 1972年 - 文部省学習指導要領の改訂に伴い，新たに高校用教科書「英語」「国語」「理科」「社会」の発行，供給を始める。
- 1973年 - 文部省学習指導要領準拠コンピュータによるデータ集計・分析システム「スポーツテスト」を開発する。
- 1974年 - 北関東営業所を開設。
- 1982年 - 文部省学習指導要領改訂に伴い，新たに高校用教科書「数学」の発行，供給を始める。
- 1983年 - 小論文講座を開講する。
- 1984年 - 広島，東京，大阪，仙台間のオンライン化を実現する。
- 1987年 - 第１回毎日カップ「中学校スポーツテスト」コンテストを開催する。（毎日新聞社主催，第一学習社協賛）
- 1989年 - 横浜営業所を開設。
- 1989年 - 広島教育システムセンターを開設。
- 1989年 - 進路適性診断テストを開発し，販売を開始。
- 1990年 - 東京支社を千代田区一番町に移転し，東京編集部を設置。
- 1992年 - IBMホストコンピュータを導入し，新システム（データベース，LANネットワーク）を構築する。
- 1993年 - 広島市西区横川新町に新本社ビルを竣工し移転する。
- 1993年 - 金沢出張所を開設。
- 1995年 - 新潟出張所を開設。
- 1999年 - 通信教育部を改組し，教育部として小論文指導に特化する。
- 2000年 - デジタル商品開発のためのデジタルメディア部を設立する。
- 2000年 - 神戸営業所を開設。
- 2002年 - 沖縄出張所を開設。
- 2005年 - 新潟出張所を新潟営業所に改組。
- 2006年 - 小山営業所を東京営業所と統合。
- 2007年 - つくば営業所を開設

- 2017年 - 青森出張所を開設

- 2018年 - 浜松出張所を開設

- 2019年 - 鹿児島出張所を開設

## 教科書
- 文部科学省検定済教科書の発行者番号は183。
- 高等学校向けに9教科（国語，地理歴史，公民，数学，理科，英語，保健体育，家庭，情報）の検定教科書を発行している。
  - 2015年度発行者別高校教科書採択冊数では、3,394,257冊で発行38社中第4位（シェア10.6%）であった。
  - 国語に強みを持つ。2015年の教科書採択での発行者別占有率は、国語総合(23.4%),古典B(27.2%)が採択シェア第1位を占めている。

## 不祥事
- 2016年7月26日、文部科学省より、高校の教科書会社4社が全国の高校140校に対し、1冊あたり数万円にもなる高額の教師用指導資料や教材を無償提供するなどの行為が計187件あったと発表があった。第一学習社においては、各都道府県教委の調査後、文部科学省より発表のあった学校以外でも無償提供の事実が発覚、教材の提供を受けた学校に対しては、同一教科書発行者の教科書を選定しないように指示があるなど厳しい措置が取られた。他に無償提供が確認された会社は教育芸術社、新興出版社啓林館、大修館書店である。
- 2021年3月30日、文部科学省は、2016年に第一学習社が高校側へ不適切な利益提供をしていた件数を過小報告していたと発表した。2016年の調査結果以外に、新たに3都府県の28校に46件の提供が発覚した。萩生田光一文科相は記者会見で「隠蔽、虚偽報告は極めて悪質で不誠実な行為。誠に遺憾で大変失望している」と述べた[2]。

## 主な出版物
主に学校採用向けの副教材を発行している。
- 主な問題集
  - 『セミナー』（物理・化学・生物）

- 図説・資料集
  - 『スクエア最新図説』（化学・生物）
  - 『総合国語便覧』
  - 『カラー版新国語便覧』[3]